# Melocactus
Melocactus biljni rod iz porodice kaktusa (Cacataceae) koji obuhvaća tridesetak vrsta. Karaterisitke: okruglasta-rebresta stabljika, koja nosi crvene cvjetove na posebnom jastuku ili nadlakavu tijelu.

## Vrste
1. Melocactus andinus R.Gruber ex N.P.Taylor
2. Melocactus azureus Buining & Brederoo
3. Melocactus bahiensis (Britton & Rose) Luetzelb.
4. Melocactus bellavistensis Rauh & Backeb.
5. Melocactus braunii Esteves
6. Melocactus broadwayi (Britton & Rose) A. Berger
7. Melocactus caroli-linnaei N.P. Taylor
8. Melocactus concinnus Buining & Brederoo
9. Melocactus conoideus Buining & Brederoo
10. Melocactus coronatus (Lam.) Backeb.
11. Melocactus curvispinus Pfeiff.
12. Melocactus deinacanthus Buining & Brederoo
13. Melocactus ernestii Vaupel
14. Melocactus estevesii P.J.Braun
15. Melocactus ferreophilus Buining & Brederoo
16. Melocactus glaucescens Buining & Brederoo
17. Melocactus harlowii (Britton & Rose) Vaupel
18. Melocactus havannensis (Pfeiff.) Miq.
19. Melocactus intortus (Mill.) Urb.
20. Melocactus lanssensianus P.J.Braun
21. Melocactus lemairei (Monv. ex Lem.) Miq. ex Lem.
22. Melocactus levitestatus Buining & Brederoo
23. Melocactus macracanthos (Salm-Dyck) Link & Otto
24. Melocactus matanzanus León
25. Melocactus mazelianus Říha
26. Melocactus neryi K.Schum.
27. Melocactus oreas Miq.
28. Melocactus pachyacanthus Buining & Brederoo
29. Melocactus paucispinus G. Heimen & R. Paul
30. Melocactus peruvianus Vaupel
31. Melocactus salvadorensis Werderm.
32. Melocactus schatzlii H.Till & R.Gruber
33. Melocactus smithii (Alexander) Buining ex G.D. Rowley
34. Melocactus violaceus Pfeiff.
35. Melocactus zehntneri (Britton & Rose) Luetzelb.